# Fire!
«Fire!» es una canción interpretada por la banda de rock británica The Crazy World of Arthur Brown. Escrita por Arthur Brown, Vincent Crane, Mike Finesilver y Peter Ker, la canción fue publicada a mediados de junio de 1968 como sencillo de su álbum debut homónimo.

## Antecedentes
The Crazy World of Arthur Brown había estado interpretando la canción «Fire!» en su acto en vivo con una respuesta de audiencia muy favorable. Cuando llegó el momento de grabar un álbum, Arthur Brown, el vocalista de la banda, quiso grabar The Fire Suite, una ópera rock centrada en la canción «Fire!», que se habría centrado en los horrores del infierno. Kit Lambert, manager de Brown y productor del álbum, lo disuadió del concepto original poco comercial. Como compromiso, el lado A del disco de vinilo presentaba un conjunto de canciones escritas como parte del concepto original del álbum, incluido «Fire!», mientras que el lado B presentaba canciones no relacionadas.
Durante las presentaciones en vivo y en el videoclip televisivo promocional en blanco y negro, Brown interpretó la canción con un casco en llamas. El casco se improvisó con una gorra de cuero en la que se atornilló un plato de metal que contenía líquido para encendedores o gasolina. Como la tapa no estaba aislada, el calor del combustible en llamas se condujo rápidamente a través del perno de fijación hasta la parte superior de la cabeza de Brown, causándole un dolor considerable.

## Grabación
La canción se grabó en carretes de cuatro pistas, con instrumentación que constaba de batería, teclado y la voz de Brown. La percusión se grabó en la misma cinta que los teclados. En el programa de radio de Ronnie Wood el 14 de noviembre de 2011, tanto Wood como Alice Cooper afirman que Wood tocó el bajo en la grabación de estudio de la canción que se lanzó como sencillo y apareció en el álbum The Crazy World of Arthur Brown, pero la biografía de Arthur Brown de Polly Marshall afirma que “[Wood] debe haberla confundido con la sesión de la BBC [el 8 de abril de 1968]”. No hay bajo en «Fire!», solo pedales de bajo.
Después de que The Crazy World of Arthur Brown completó las sesiones de grabación del álbum, la banda se embarcó en su primera gira estadounidense, apoyando a The Doors, Frank Zappa y MC5. Después de que Lambert entregó el álbum a Atlantic Records, el sello le dijo a Lambert que disfrutaban el álbum, pero pensaron que Theaker no podía mantener el tiempo en su batería y quería que se volviera a grabar la pista de batería, algo imposible con la batería y los teclados siendo grabados en el mismo carrete. Lambert le sugirió a Brown que se sobregrabaran los cuernos y las cuerdas para enmascarar las deficiencias percibidas. Brown estuvo de acuerdo y Crane escribió los arreglos de metales. Las sesiones de sobregrabación tardaron dos semanas en grabarse. Brown dijo más tarde que estaban mezclando el álbum “probablemente catorce horas al día”. Después de que se hizo el remix, el socio comercial de Lambert, Chris Stamp, tocó el acetato para la banda durante una parada que ocurrió en su gira estadounidense. Aproximadamente cuatro minutos después del acetato, Theaker “saltó por la habitación, lo sacó del tocadiscos, lo estrelló contra la pared”, alegando que su forma de tocar la batería había sido “enterrada” en la mezcla. Brown defendió las sobregrabaciones, diciendo que se sumaron a la presentación general del álbum, reemplazando las imágenes y los cambios de vestuario que habría empleado en presentaciones en vivo para lograr un efecto dramático. Las mezclas alternativas, antes de que se sobregrabaran las cuerdas y los metales, han aparecido como bonus tracks en las reediciones de discos compactos del álbum, solo en mono, ya que esta primera versión de la primera cara del álbum no se mezcló en estéreo.

## Escritura y temática
La letra de la canción es cantada desde la perspectiva de un autoproclamado “dios del fuego del infierno”, que destruye, con tremendo júbilo, todo lo que sus víctimas han construido a lo largo de sus vidas.

## Composición y arreglos
Musicalmente, «Fire!» ha sido descrita como una canción de progressive rock, psychedelic rock, novelty song, y psychedelic soul, con elementos de blues, jazz, psychedelia, y hard rock. La canción es un ejemplo del rock psicodélico de la época, aunque la falta de guitarras o bajo la distinguió de muchos de sus contemporáneos. El instrumento principal en este caso fue el órgano Hammond de Vincent Crane, aumentado por una sección orquestal con metales prominentes. La proclamación de apertura del cantante “I am the God of Hellfire” (lit. “Yo soy el Dios del Fuego del Infierno”) se convirtió en un eslogan duradero. La canción termina con el sonido de un viento del infierno junto con el grito característico de Brown de banshee.
El crédito por la composición de «Fire!» en el sencillo de vinilo original fue solo para Arthur Brown y Vincent Crane; sin embargo, Mike Finesilver y Peter Ker demandaron con éxito por cocréditos y regalías basados en similitudes melódicas con su canción «Baby, You're a Long Way Behind».

## Posicionamiento

### Gráfica semanal
| Gráfica (1968)                          | Pico de posición |
| --------------------------------------- | ---------------- |
| Austria (Ö3 Austria Top 40)             | 7                |
| Bélgica (Flandes) (Ultratop 50 Singles) | 3                |
| Bélgica (Valonia) (Ultratop 50 Singles) | 3                |
| Canadá (RPM Top Singles)                | 1                |
| Estados Unidos (Billboard Hot 100)      | 2                |
| Irlanda (Irish Singles Chart)           | 8                |
| Países Bajos (Single Top 100)           | 4                |
| Reino Unido (UK Singles Chart)          | 1                |
| Suiza (Schweizer Hitparade)             | 3                |

### Gráfica de fin de año
| Gráfica (1968)           | Pico de posición |
| ------------------------ | ---------------- |
| Canadá (RPM Top Singles) | 23               |

## Certificaciones y ventas
| País                  | Certificación | Ventas    |
| --------------------- | ------------- | --------- |
| Estados Unidos (RIAA) | Oro           | 1,000,000 |